# Den Dovnes Himmerige
Den Dovnes Himmerige er en dansk stumfilm fra 1918 med ukendt instruktør.

## Handling
Denne artikel mangler et handlingsreferat. Hjælp os med at skrive det.